# Antoni Ferrando i Francès
Antoni Ferrando i Francès (Benicolet, Vall d'Albaida, 9 de setembre de 1947) és un filòleg valencià, que ha estat president de l'Associació Internacional de Llengua i Literatura Catalanes des del 2012 i fins al 2018.

## Trajectòria
Cursà Filosofia i Lletres a la Universitat de València, on es va doctorar el 1976, i des del 1983 és catedràtic d'aquesta mateixa universitat. Posteriorment, es va traslladar a la Gran Bretanya i als Estats Units per ampliar els seus estudis. Fou director de l'Institut Interuniversitari de Filologia Valenciana entre els anys 1983 i 1986, i entre el 1992 i el 2001. Des del 1982 està al capdavant de la col·lecció “Biblioteca Sanchis Guarner” d'aquesta mateixa institució.
Ha mantingut col·laboracions habituals en mitjans de comunicació, i en revistes científiques i culturals, com Caplletra. Revista Internacional de Filologia, revista que va dirigir entre els 1986 i 2002, Serra d'Or, Saó, El Temps, L'Espill o Caràcters. És membre de la secció filològica de l'Institut d'Estudis Catalans des del 1985, i des del 1985 de la junta de govern de l'Associació Internacional de Llengua i Literatura Catalanes, de la qual és el director des del 2012, de la Reial Acadèmia de Bones Lletres de Barcelona des del 1998. Ha estat membre de l'Acadèmia Valenciana de la Llengua des del 2001 fins al 2021. El 1986 fou coordinador de l'Àrea d'Història de la Llengua en el "II Congrés Internacional de la Llengua Catalana".
Una de les seves ocupacions principals ha estat l'edició de textos medievals, entre els quals destaquen, un dels seus primers, el Llibre del consolat de mar, el 1977, al qual n'han seguit un gran nombre durant més de trenta anys de professió, fins a Curial e Güelfa el 2007. Però la seva trajectòria professional no s'ha restringit a l'edició de llibres. Pel que fa a la seva activitat com a escriptor, és autor de nombrosos estudis sociolingüístics i històrics, especialment sobre la variant valenciana del català i sobre l'obra d'autors medievals i barrocs però també d'autors moderns. Una altra faceta seva ha estat la de traductor, destacant algunes traduccions d'obres del llatí al català.

## Reconeixements[2]
- Premi Vicent Boix, 1981, per Consciència idiomàtica i nacional dels valencians.
- Premi Crítica del País Valencià, 1980, per Consciència idiomàtica i nacional dels valencians.
- Premi IEC-Milà i Fontanals d'estudis del segle xx, 1977, per Els certàmens poètics valencians.
- Manuel Sanchis Guarner, 1995, per Panorama d'història de la llengua.
- Doctor honoris causa per la Universitat d'Alacant (2025).[5]

## Publicacions[2][1]
Ha estat l'autor de la introducció i responsable de l'edició de "Comentaris de l'Econòmica d'Aristòtil" de Martí de Viciana, i s'ha ocupat també de l'edició de "Manuel Sanchis Guarner: el compromís cívic d'un filòleg", 1998.

### Estudis literaris
- Narcís Vinyoles i la seva obra (1978)
- Els certàmens poètics valencians (1983)
- La llengua del Misteri d'Elx (1989)
- Impremta i vida literària a València en el pas del segle xv al XVI (amb Vicent J. Escartí) (1992)
- L'ideal idiomàtic de Joan Fuster (1993)
- La Gramàtica valenciana de Manuel Sanchis Guarner (1993)
- Panorama d'història de la llengua (1993, amb Miquel Nicolás), guardonat amb el premi Manuel Sanchis Guarner (1995)
- Un mossàrab valencià a l'època de Jaume I? (1994)
- Del Tiran de 1460-64 al Tirant de 1490 (1995)
- El concepte d'Escola Valenciana aplicat als poetes valencians de l'època de Fenollar: consideracions sobre el seu bilingüisme (1996)
- Sobre el marc històric de Curial e Güelfa i la possible intencionalitat de la novel·la (1997)
- Vicent Ferrer (1350-1419), predicador políglota de l'Europa occidental (1997)
- Sobre l'autoria de les Regles d'esquivar vocables, encara (2002)
- De la tardor medieval al Renaixement: aspectes d'una gran mutació sociolingüística i cultural a través dels Viciana (2003)
- El Llibre dels fets del rei Jaume I, testimoni excepcional de la naixença del regne de València (amb Vicent J. Escartí) (2008)
- La memòria de Jaume I entre els valencians (amb Vicent J. Escartí) (2008)

### Investigació i divulgació
- Consciència idiomàtica i nacional dels valencians (1980)
- Un precedent del bilingüisme literari: la tertúlia d'Isabel Suaris a la València quatrecentista (1982)
- La formació històrica del valencià (1986)
- La gènesi del secessionisme idiomàtic valencià (1987)
- Les perspectives de normalització lingüística del País Valencià (1991)
- Panorama d'història de la llengua, 1993
- El paper dels primers editors (1473-1523) en la fixació del català modern (2000)
- Fabra i el País Valencià (2000)
- Història de la llengua catalana, amb Miquel Nicolau Amorós, 2005.[6]
- Percepció i institucionalització de la norma lingüística entre els valencians: panorama històric (2006)
- L'ideal idiomàtic de Manuel Sanchis Guarner (2006)
- L'occitanisme des d'una perspectiva valenciana (2009)

També ha coordinat nombrosos treballs col·lectius, entre els quals sobresurt Els Estudis lingüístics i culturals sobre Curial e Güelfa (2011).